# العلاقات اليابانية الكمبودية
العلاقات اليابانية الكمبودية هي العلاقات الثنائية التي تجمع بين اليابان وكمبوديا.

## مقارنة بين البلدين
هذه مقارنة عامة ومرجعية للدولتين:
| وجه المقارنة                                              | اليابان         | كمبوديا                   |
| --------------------------------------------------------- | --------------- | ------------------------- |
| المساحة (كم2)                                             | 377.97 ألف      | 181.03 ألف                |
| عدد السكان (نسمة)                                         | 126.79 مليون    | 16.01 مليون               |
| الكثافة السكانية (ن./كم²)                                 | 335.45          | 88.44                     |
| العاصمة                                                   | طوكيو           | بنوم بنه                  |
| اللغة الرسمية                                             | اللغة اليابانية | اللغة الخميرية            |
| العملة                                                    | ين ياباني       | ريال كمبودي، دولار أمريكي |
| الناتج المحلي الإجمالي (بليون دولار)                      | 4.87 تريليون    | 22.16 مليار               |
| الناتج المحلي الإجمالي (تعادل القوة الشرائية) بليون دولار | 5.18 تريليون    | 54.37 مليار               |
| الناتج المحلي الإجمالي الاسمي للفرد دولار أمريكي          | 34.52 ألف       | 1.16 ألف                  |
| الناتج المحلي الإجمالي للفرد دولار أمريكي                 | 36.62 ألف       | 3.26 ألف                  |
| مؤشر التنمية البشرية                                      | 0.903           | 0.555                     |
| رمز المكالمات الدولي                                      | +81             | +855                      |
| رمز الإنترنت                                              | .jp             | .kh                       |
| المنطقة الزمنية                                           | توقيت اليابان   | ت ع م+07:00               |

## منظمات دولية مشتركة
يشترك البلدان في عضوية مجموعة من المنظمات الدولية، منها:
| علم المنظمة | اسم المنظمة                               | تاريخ انضمام اليابان | تاريخ انضمام كمبوديا |
| ----------- | ----------------------------------------- | -------------------- | -------------------- |
|             | يونسكو                                    | 2 يوليو 1951         | 3 يوليو 1951         |
|             | الفريق المعني برصد الأرض                  | ?                    | ?                    |
|             | مؤسسة التمويل الدولية                     | 20 يوليو 1956        | 26 مارس 1997         |
|             | المركز الدولي لتسوية المنازعات الاستشارية | 16 سبتمبر 1967       | 19 يناير 2005        |
|             | بنك التنمية الآسيوي                       | 1966                 | 1966                 |
|             | منظمة حظر الأسلحة الكيميائية              | ?                    | ?                    |
|             | مؤسسة التنمية الدولية                     | 27 ديسمبر 1960       | 22 يوليو 1970        |
|             | منظمة التجارة العالمية                    | ?                    | ?                    |
|             | وكالة ضمان الاستثمار متعدد الأطراف        | 12 أبريل 1988        | 1 ديسمبر 1999        |
|             | الاتحاد البريدي العالمي                   | ?                    | ?                    |
|             | الاتحاد الدولي للاتصالات                  | 29 يناير 1879        | 10 أبريل 1952        |
|             | منظمة الشرطة الجنائية الدولية             | ?                    | ?                    |
|             | الأمم المتحدة                             | 18 ديسمبر 1956       | 14 ديسمبر 1955       |
|             | البنك الدولي للإنشاء والتعمير             | 13 أغسطس 1952        | 22 يوليو 1970        |
|             | منتدى آسيان الإقليمي ‏                     | ?                    | ?                    |

## وصلات خارجية
- موقع وزارة الخارجية اليابانية
- موقع وزارة الخارجية الكمبودية